# Harald Wehlnor
Harald Maximilian Wehlnor, född 2 februari 1891 i Hedvig Eleonora församling i Stockholm, död 18 april 1962 i Hässelby, var en svensk skådespelare. 
Han är begravd på Hässelby begravningsplats.

## Filmografi (urval)
- 1946 – Ballongen
- 1943 – En flicka för mej
- 1943 – I brist på bevis
- 1942 – Rid i natt!
- 1942 – En äventyrare
- 1942 – Himlaspelet
- 1942 – Fallet Ingegerd Bremssen
- 1941 – Soliga Solberg
- 1939 – Då länkarna smiddes
- 1938 – Du gamla du fria
- 1938 – På kryss med Albertina
- 1938 – Vi som går scenvägen
- 1937 – Adolf Armstarke
- 1936 – Kvartetten som sprängdes
- 1934 – Marodörer
- 1933 – Pettersson & Bendel
- 1933 – Augustas lilla felsteg
- 1931 – Falska miljonären
- 1931 – En natt
- 1930 – Ulla, min Ulla
- 1929 – Säg det i toner
- 1929 – Hjärtats triumf
- 1929 – Konstgjorda Svensson
- 1926 – Fänrik Ståls sägner-del II
- 1925 – Ingmarsarvet
- 1924 – Björn Mörk
- 1922 – Vem dömer
- 1930 – En vikingafilm
- 1921 – En lyckoriddare
- 1919 – Synnöve Solbakken
- 1918 – Berg-Ejvind och hans hustru
- 1913 – De lefvande dödas klubb

## Teater

### Roller
| År   | Roll                     | Produktion                                                            | Regi             | Teater                                 |
| ---- | ------------------------ | --------------------------------------------------------------------- | ---------------- | -------------------------------------- |
| 1928 |                          | Österlunds Hanna Frans Hedberg                                        | Hjalmar Peters   | Tantolundens friluftsteater            |
| 1929 |                          | Westerbergs pojke Gideon Wahlberg                                     |                  | Söders friluftsteater Mosebacketeatern |
| 1929 |                          | Fjällgatan 14 Siegfried Fischer                                       |                  | Mosebacketeatern                       |
| 1932 |                          | Tokstollar och högfärdsblåsor Gideon Wahlberg                         | Gideon Wahlberg  | Tantolundens friluftsteater            |
| 1935 | Merimeraux, varietéagent | Maya Imre Harmath, Rudolf Schanzer, Ernst Welisch och Szabolcs Fényes | Nils Johannisson | Oscarsteatern                          |